# Església de la Guixa
L'Església de la Guixa és una església neoclàssica de Sentfores, al municipi de Vic (Osona) inclosa a l'Inventari del Patrimoni Arquitectònic de Catalunya.

## Descripció
Edifici religiós. Església de tres naus, la central més alta que les laterals, recolzades sobre grossos contraforts. L'interior és il·luminat mitjançant un òcul amb vitralls situat als peus de l'església i uns finestrals que s'obren a la nau central. La construcció és de pedra sense polir als murs i picada als angles. Cal remarcar que la part central de la façana, que segueix una forma arrodonida, és de maó. A la part superior hi ha una fornícula amb una imatge, en part mutilada. Sobre el carener hi ha una decoració formant una creu grega emmarcada dins un cercle. A la part posterior s'eleva el campanar de planta quadrada amb la part superior ortogonal, així com el prisma que la cobreix. L'estat de conservació és bo per bé que dona la impressió de restar inacabada donades les característiques de la façana.
La imatge del bisbe  Bernat Calvó que hi ha a l'altar sembla pertànyer a un antic retaule.

## Història
El 25 de març de 1865 es col·locà la primera pedra a l'església i el dia 3 de desembre de 1878 el bisbe de Vic, Dr. Pere Colomer i Mestres, la beneí. Aquesta església venia a substituir l'antiga església de Sant Martí, documentada des del 930 i que aleshores quedava molt lluny de la nova població de la Guixa formada a partir del segle xviii a ran del camí ral que anava a Vic. Un cop inaugurada la nova església s'hi traslladaren tots els elements de l'antiga, la de Sant Martí, però desgraciadament es varen perdre durant la darrera guerra civil.
L'església conserva, a més d'una imatge anterior a la guerra, un retaule de l'arquitecte Bassols que fou construït l'any 1953. A l'absis també hi ha pintures de Vila Montcau.